# Linda Cardinal
Pour les articles homonymes, voir Cardinal.
Linda Cardinal est une politologue franco-ontarienne. 
Elle est professeure à l’École d’études politiques et titulaire de la Chaire de recherche sur la francophonie et les politiques publiques à l’Université d’Ottawa. Elle est reconnue pour ses travaux relatifs aux questions d’enjeux linguistiques, de constitutionnalisme, de citoyenneté et de minorités linguistiques. Elle est également chargée du développement de la recherche financée et de la recherche partenariale à l'Université de l'Ontario français. 

## Biographie
Engagée dans les mouvements féministes comme étudiante, elle a été sensibilisée à la cause francophone par ses grands-parents qui avaient vécu le Règlement 17.  
En 1987, elle obtient un doctorat en sociologie à l'École des Hautes Études en Sciences Sociales, à Paris en France. Dans les années 1990, elle est membre fondatrice de l'Acfas-Outaouais, antenne régionale de l'Acfas, et membre du comité de direction de cette antenne aux côtés des chercheurs Gilles Paquet, François Houle et Caroline Andrew.  
De 2002 à 2004, elle est titulaire de la Chaire Craig Dobbin en études canadiennes à la University College Dublin (Irelande). En 2004, elle devient titulaire de la Chaire de recherche sur la francophonie et les politiques publiques du Collège des chaires de recherche sur le monde francophone, et en 2006, titulaire de la Chaire en études canadiennes de l’Université Sorbonne Nouvelle à Paris.  
En juillet 2019, Linda Cardinal a un mandat d'un an de Université de l'Ontario pour participer au développement de la stratégie de recherche qui accompagnera la mise en place du Carrefour francophone du savoir et de l’innovation, « afin de l’ancrer dans son milieu et qu’elle produise des connaissances pertinentes pour la francophonie ontarienne ». 

## Prix et distinctions
- 2018 : Ordre du mérite de l'Association des juristes d’expression française de l’Ontario (AJEFO)[8]
- 2017 : Membre de l'Ordre du Canada
- 2017 : Prix Bernard Grandmaître de l’ACFO d’Ottawa pour son engagement envers son milieu
- 2017 : Pilier de la francophonie décerné par l'Assemblée de la francophonie de l’Ontario.
- 2016 : Médaille Willet de la Société royale du Canada
- 2014 : Chevalière de l’Ordre des Palmes académiques de la République française[9].
- 2013 : Membre de la Société royale du Canada
- 2011 : Prix Clé de voute décerné par la Fédération de la jeunesse franco-ontarienne (FESFO)

## Publications
- La constitution bilingue du Canada, un projet inachevé, Presses de l’Université Laval, 2017
- Une tradition et un droit: Le Sénat et la représentation de la francophonie canadienne, Presses de l’Université d’Ottawa, 2017
- State Traditions and Language Regimes, McGill–Queen’s University Press, 2015.
- Simon Jolivet, Linda Cardinal et Isabelle Matte, dirs., Le Québec et l'Irlande. Culture, histoire, identité, Sillery, Les Éditions du Septentrion, 2014, 298 p
- L'engagement de la pensée, Écrire en milieu minoritaire francophone au Canada, Ottawa, Le Nordir, 1997, 187p.
- L’identité en débat : repères et perspectives pour l’étude du Canada français, dans International Journal of Canadian Studies, Numéro 45–46–2012, p. 55–68
- Martine Perrault et Linda Cardinal, "Discours juridique et représentation politique : le droit au choix en matière d'avortement" dans Femmes et représentation politique au Québec et au Canada, sous la direction de Manon Tremblay et Caroline Andrew, Montréal, Éditions du remue-ménage, 1997, pp.197-215.
- Ruptures et fragmentations de l’identité francophone en milieu minoritaire; un bilan critique, dans Sociologie et sociétés, Volume 26, Numéro 1, printemps 1994, p. 71–86